# Kopa Prawdy
Kopa Prawdy (2027 m) – niewielkie wypiętrzenie w grani głównej Tatr Zachodnich pomiędzy Jarząbczą Przełęczą (1954 m) a Jarząbczym Wierchem (2137 m). Jego północno-zachodni stok opada stromo do Jarząbczej Równi w Dolinie Jarząbczej. Jest bardzo stromy i pocięty licznymi bruzdami. Stok ten nosi nazwę Koryciska. W kierunku południowo-wschodnim tworzy krótką grzędę opadającą do kotła lodowcowego Doliny Zadniej Raczkowej.
Na szczycie Kopy Prawdy znajduje się graniczny słupek polsko-słowacki nr 244/7. Prowadzi przez nią szlak turystyczny, omija jednak jej wierzchołek kilka metrów niżej, po zachodniej jego stronie.

## Szlaki turystyczne
– czerwony szlak biegnący granią główną Tatr Zachodnich z Wołowca przez Łopatę, Jarząbczy Wierch na Jarząbczą Przełęcz i dalej na Kończysty Wierch i Starorobociański Wierch. Czas przejścia z Jarząbczego Wierchu na Kończysty Wierch: 30 min, ↑ 40 min

## Przypisy

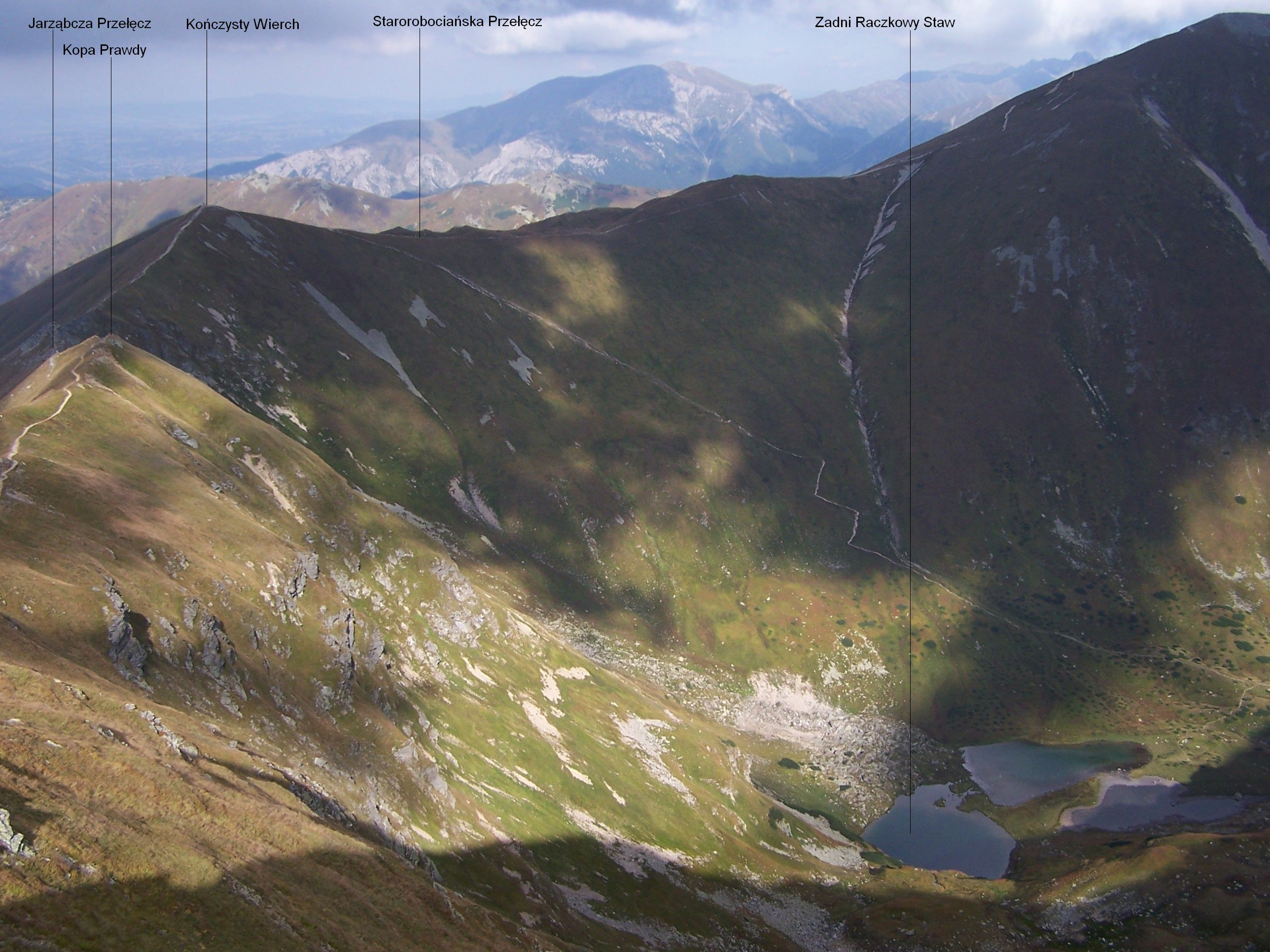